# 紅斑馬珂蛤
紅斑馬珂蛤（学名：Mactra achatina）为馬珂蛤科馬珂蛤屬下的一个种。